# Von Krusenstierna
von Krusenstierna är en månghövdad svensk adelsätt, adlad 1649 och introducerad 1650 under nr 460. Ättemedlemmar är bosatta i Sverige, Tyskland, Polen, Ryssland, USA, Australien och Kanada. Agnes von Krusenstjerna var en mycket produktiv skönlitterär författare.

## Alfabetisk lista
- Agnes von Krusenstjerna (1894–1940), författare
- Bo von Krusenstjerna (1912–1980), ingenjör
- Edvard von Krusenstjerna (1841–1907), ämbetsman
- Emil von Krusenstjerna (1853–1941), militär
- Ernst von Krusenstjerna (1846–1931), militär
- Filip Krusenstjerna (1598–1676), ämbetsman
- Folke von Krusenstjerna (1872–1966), ämbetsman
- Fredrik von Krusenstjerna (född 1958), filmare, producent och regissör
- Henning von Krusenstierna (1862–1933), sjöofficer och sjöminister
- Isac von Krusenstierna (1998-), världsmästare i orientering
- Johan Filip von Krusenstierna (1626–1659)
- Kristian von Krusenstierna (född 1977), dressyrryttare
- Maurits Peter von Krusenstierna (1766–1813), sjömilitär
- Philip von Krusenstierna (1910–1980), journalist
- Salomon Mauritz von Krusenstierna (1794–1876), sjömilitär

## Stamtavla över kända medlemmar
- Johannes Krause/Crusius
  - Philip Crusius, adlad von Kruus, senare von Krusenstiern ([1597–1676)
    - Johan Filip von Krusenstierna (1626–1659), guvernör
    - Adolf Fredrik von Krusenstiern (1652–1687), kapten
      - Adolph Friedrich von Krusenstierna (1679–1713)
        - Mauritz Adolf von Krusentierna (1707–1794)
          - Johanna Maria Krusenstierna (1738–1832), gift med Nils Grameen, överste
            - Maurits Peter von Krusenstierna (1766–1813), sjömilitär
              - Salomon Mauritz von Krusenstierna (1794–1876), sjöofficer
                - Mauritz Per von Krusenstierna, (1830–1886), sjöofficer
                - Folke Salomon von Krusenstierna, (1838–1913), trafikchef
                - Gerhard Philip von Krusenstierna, (1840–1907), sjöofficer

            - Fredrik Vilhelm von Krusenstierna (1768–1822), sjöofficer och godsägare
              - Adolf Sebastian von Krusenstjerna (1817–1870), sjöofficer
                - Emil von Krusenstjerna (1853–1941), militär

          - Mauritz Salomon Krusenstierna (född 1746)
            - Carl Mauritz von Krusenstierna (1791–1862), major
              - Carl von Krusenstierna (1820–1883), kaptenlöjtnant
                - Henning von Krusenstierna (1862–1933), sjöofficer och sjöminister

              - Herman von Krusenstierna (1824–1892), major
                - Philip von Krusenstierna (1875–1938), major
                  - Philip von Krusenstierna (1910–1980), journalist
                  - Bo von Krusenstierna (1914–1990), lantmästare
                    - Jan von Krusenstierna (född 1943), lantmästare
                      - Kristian von Krusenstierna (född 1977), dressyrryttare

            - Gustaf Filip von Krusenstjerna (1797–1849), kapten
              - Oskar von Krusenstjerna (1841–1924), major
                - Folke von Krusenstjerna (1872–1966), ämbetsman

            - Edvard Krusenstjerna (1800–1868)
              - Edvard von Krusenstjerna (1841–1907), ämbetsman
                - Lennart von Krusenstjerna (1881–1937), major
                  - Henrik von Krusenstjerna (född 1927), bankdirektör
                    - Fredrik von Krusenstjerna (född 1958), filmare, producent och regissör
                      - Isaac von Krusenstjerna (född 1996)

              - Ernst von Krusenstjerna (1846–1931), överste
                - Agnes von Krusenstjerna (1894–1940), författare, gift med David Sprengel, författare